# Oratosquilla oratoria
Рак-богомол (лат. Oratosquilla oratoria) — крупное хищное ротоногое ракообразное рода Oratosquilla семейства Squillidae.

## Этимология названия
Своё название рак-богомол получил благодаря согнутым под углом передним ногочелюстям, в спокойном состоянии похожим на передние лапы богомола.

## Внешний вид
Длина до 20 см, масса до 200 граммов. Тело рака покрыто плотным хитиновым покровом, что характерно для всех ракообразных. Имеет 5 пар конечностей. Клешни представляют собой загнутые назад членики. Ярко окрашены, обычно в лазурно-зеленый цвет.

## Особенности клешней
Клешни рак-богомол часто использует в целях самообороны или на охоте.

## Органы чувств
У раков-богомолов есть два ветвистых больших фасеточных глаза. Эти глаза имеют 16 типов фоторецепторов (в то время как у человека их 2: колбочки и палочки). Раки-богомолы также способны различать инфракрасный и ультрафиолетовый цвета и видеть линейную и круговую поляризацию.

## Ареал
Встречается в Западной части Тихого океана от островов Тайвань и Рюкю до залива Петра Великого (Японское море), который является его северной границей распространения.

## Образ жизни
Обитает на мелководье на глубине от 5 до 37 метров. Является хищником, роет норы, в которых проводит большую часть жизни. Скрытное, но агрессивное животное. Охотится на других ракообразных, моллюсков, рыб, многощетинковых червей. Активны в дневное время. В период спаривания самцы обычно соревнуются за самку, меряются силами, устраивают поединки, обычно заканчивающиеся плачевно для одного из самцов.  

## В кулинарии

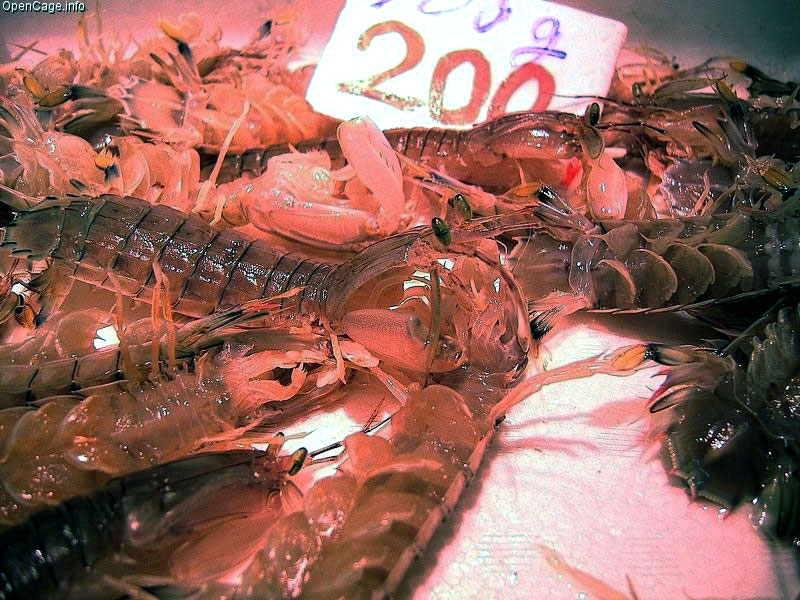
Раки-богомолы на японском рынке морепродуктов

Раков-богомолов используют для приготовления некоторых блюд в Японии. Сообщается, что по текстуре и вкусу они напоминают мясо угря или креветки. В 1950-х годах появились суши с раками-богомолами, которые обычно смазывали соусом ницумэ и подавали в виде нигири. Изначально их готовили путём варки в сахарном сиропе, но сейчас обычно готовят на медленном огне, что позволяет дольше сохранять свежесть продукта.

## Охранный статус
Занесён в Красную книгу России.